# Nouvelle-Zélande aux Jeux olympiques d'hiver de 2022
La Nouvelle-Zélande participe aux Jeux olympiques d'hiver de 2022 à Pékin en Chine du 4 au 20 février 2022. Il s'agit de sa dix-septième participation à des Jeux d'hiver.
Zoi Sadowski-Synnott remporte la première médaille d'or de la délégation néo-zélandaise toute édition confondue depuis 1952, en snowboard dans l'épreuve de slopestyle femmes.

## Participation
Aux Jeux olympiques d'hiver de 2022, les athlètes de l'équipe de Nouvelle-Zélande participent aux épreuves suivantes : 
| Sport               | Hommes | Femmes | Total |
| ------------------- | ------ | ------ | ----- |
| Biathlon            | 1      | 0      | 1     |
| Patinage de vitesse | 1      | 0      | 1     |
| Ski acrobatique     | 6      | 3      | 9     |
| Ski alpin           | 0      | 1      | 1     |
| Snowboard           | 1      | 2      | 3     |
| Total               | 9      | 6      | 15    |

## Médaillés
| Sport           | Discipline        | Athlète(s)           | Performance  | Date       |
| --------------- | ----------------- | -------------------- | ------------ | ---------- |
| Ski acrobatique | Half-pipe hommes  | Nico Porteous        | 93,00 points | 19 février |
| Snowboard       | Slopestyle femmes | Zoi Sadowski-Synnott | 92,88 points | 6 février  |

| Sport     | Discipline     | Athlète(s)           | Performance   | Date       |
| --------- | -------------- | -------------------- | ------------- | ---------- |
| Snowboard | Big air femmes | Zoi Sadowski-Synnott | 177,00 points | 15 février |

## Bilan général
| Sport           |   |   |   | Total |
| --------------- | - | - | - | ----- |
| Snowboard       | 1 | 1 | 0 | 2     |
| Ski acrobatique | 1 | 0 | 0 | 1     |
| Total           | 2 | 1 | 0 | 3     |

| Jour       | Date | Médaille d'or, Jeux olympiques | Médaille d'argent, Jeux olympiques | Médaille de bronze, Jeux olympiques | Total |
| ---------- | ---- | ------------------------------ | ---------------------------------- | ----------------------------------- | ----- |
| 6 février  | 1    | 0                              | 0                                  | 1                                   |       |
| 15 février | 0    | 1                              | 0                                  | 1                                   |       |
| 19 février | 1    | 0                              | 0                                  | 1                                   |       |
| Total      | 2    | 1                              | 0                                  | 3                                   |       |

| Sexe   |   |   |   | Total |
| ------ | - | - | - | ----- |
| Femmes | 1 | 1 | 0 | 2     |
| Hommes | 1 | 0 | 0 | 1     |
| Total  | 2 | 1 | 0 | 3     |

| Athlète              | Sport     |   |   |   | Total |
| -------------------- | --------- | - | - | - | ----- |
| Zoi Sadowski-Synnott | Snowboard | 1 | 1 | 0 | 2     |

## Résultats

### Biathlon
| Athlète         | Épreuve    | Temps         | Pénalité    | Rang |
| --------------- | ---------- | ------------- | ----------- | ---- |
| Campbell Wright | Individuel | 52 min 59 s 8 | 2 (0+1+1+0) | 32e  |
| Campbell Wright | Sprint     | 27 min 14 s 1 | 2 (1+1)     | 75e  |

### Patinage de vitesse
| Athlète       | Épreuve       | Course         | Course |
| Athlète       | Épreuve       | Temps          | Rang   |
| ------------- | ------------- | -------------- | ------ |
| Peter Michael | 1 500 mètres  | 1 min 48 s 68  | 26e    |
| Peter Michael | 10 000 mètres | 13 min 33 s 53 | 12e    |

| Athlète       | Épreuve | Demi-finale | Demi-finale   | Demi-finale | Finale  | Finale  | Finale |
| Athlète       | Épreuve | Points      | Temps         | Rang        | Points  | Temps   | Rang   |
| ------------- | ------- | ----------- | ------------- | ----------- | ------- | ------- | ------ |
| Peter Michael | Hommes  | 2           | 7 min 58 s 04 | 9e          | Éliminé | Éliminé | 18e    |

### Ski acrobatique
| Athlète          | Épreuve           | Qualification | Qualification | Qualification | Qualification | Qualification | Finale   | Finale   | Finale   | Finale   | Finale                         |
| Athlète          | Épreuve           | Course 1      | Course 2      | Course 3      | Meilleur      | Rang          | Course 1 | Course 2 | Course 3 | Meilleur | Rang                           |
| ---------------- | ----------------- | ------------- | ------------- | ------------- | ------------- | ------------- | -------- | -------- | -------- | -------- | ------------------------------ |
| Ben Barclay      | Big air hommes    | 81,00         | 78,25         | 84,50         | 162,75        | 16e           | Éliminé  | Éliminé  | Éliminé  | Éliminé  | Éliminé                        |
| Finn Bilous      | Big air hommes    | 73,75         | 68,75         | 82,00         | 155,75        | 18e           | Éliminé  | Éliminé  | Éliminé  | Éliminé  | Éliminé                        |
| Ben Barclay      | Slopestyle hommes | 76,00         | 77,71         | -             | 77,71         | 7e            | 29,16    | 29,78    | 67,40    | 67,40    | 10e                            |
| Finn Bilous      | 68,01             | 32,85         | -             | 68,01         | 15e           | Éliminé       | Éliminé  | Éliminé  | Éliminé  | Éliminé  |                                |
| Ben Harrington   | Half-pipe hommes  | 69,25         | 23,50         | -             | 69,25         | 13e           | Éliminé  | Éliminé  | Éliminé  | Éliminé  | Éliminé                        |
| Gustav Legnavsky | Half-pipe hommes  | 48,25         | 40,75         | -             | 48,25         | 19e           | Éliminé  | Éliminé  | Éliminé  | Éliminé  | Éliminé                        |
| Miguel Porteous  | Half-pipe hommes  | 81,00         | 31,75         | -             | 81,00         | 9e            | 63,50    | 4,25     | 30,50    | 63,50    | 11e                            |
| Nico Porteous    | Half-pipe hommes  | 75,50         | 90,50         | -             | 90,50         | 2e            | 93,00    | 30,75    | 9,25     | 93,00    | Médaille d'or, Jeux olympiques |
| Margaux Hackett  | Big air femmes    | 9,75          | 9,00          | 65,00         | 74,75         | 22e           | Éliminée | Éliminée | Éliminée | Éliminée | Éliminée                       |
| Margaux Hackett  | Slopestyle femmes | 54,93         | 37,28         | -             | 54,93         | 16e           | Éliminée | Éliminée | Éliminée | Éliminée | Éliminée                       |
| Anja Barugh      | Half-pipe femmes  | 38,50         | 12,25         | -             | 38,50         | 19e           | Éliminée | Éliminée | Éliminée | Éliminée | Éliminée                       |
| Chloe McMillan   | Half-pipe femmes  | 41,75         | 43,50         | -             | 43,50         | 18e           | Éliminée | Éliminée | Éliminée | Éliminée | Éliminée                       |

### Ski alpin
| Athlète        | Épreuve      | 1re manche   | 1re manche  | 2e manche    | 2e manche   | Finale        | Finale  |
| Athlète        | Épreuve      | Temps        | Rang        | Temps        | Rang        | Temps         | Rang    |
| -------------- | ------------ | ------------ | ----------- | ------------ | ----------- | ------------- | ------- |
| Alice Robinson | Slalom géant | 1 min 0 s 55 | 25e         | 1 min 0 s 27 | 24e         | 2 min 0 s 82  | 22e     |
| Alice Robinson | Super G      | Non disputé  | Non disputé | Non disputé  | Non disputé | Abandon       | Abandon |
| Alice Robinson | Descente     | Non disputé  | Non disputé | Non disputé  | Non disputé | 1 min 35 s 57 | 25e     |

### Snowboard
| Athlète              | Épreuve           | Qualification      | Qualification | Qualification | Qualification | Qualification | Finale   | Finale   | Finale   | Finale   | Finale                             |
| Athlète              | Épreuve           | Course 1           | Course 2      | Course 3      | Meilleur      | Rang          | Course 1 | Course 2 | Course 3 | Meilleur | Rang                               |
| -------------------- | ----------------- | ------------------ | ------------- | ------------- | ------------- | ------------- | -------- | -------- | -------- | -------- | ---------------------------------- |
| Tiarn Collins        | Big air hommes    | 71,25              | 14,25         | 21,25         | 92,50         | 23e           | Éliminé  | Éliminé  | Éliminé  | Éliminé  | Éliminé                            |
| Tiarn Collins        | Slopestyle hommes | 58,36              | 29,21         | -             | 58,36         | 18e           | Éliminé  | Éliminé  | Éliminé  | Éliminé  | Éliminé                            |
| Zoi Sadowski-Synnott | Big air femmes    | 85,50              | 62,25         | 91,00         | 176,50        | 1re           | 93,25    | 83,75    | 30,25    | 177,00   | Médaille d'argent, Jeux olympiques |
| Cool Wakushima       | Big air femmes    | Forfait (blessure) |               |               |               |               |          |          |          |          |                                    |
| Zoi Sadowski-Synnott | Slopestyle femmes | 73,58              | 86,75         | -             | 86,75         | 1re           | 84,51    | 28,15    | 92,88    | 92,88    | Médaille d'or, Jeux olympiques     |
| Cool Wakushima       | Slopestyle femmes | 34,46              | ab.           | -             | 34,46         | 23e           | Éliminée | Éliminée | Éliminée | Éliminée | Éliminée                           |